# Карлайл Юнайтед
«Карла́йл Юна́йтед» (полное название — Футбольный клуб «Карлайл Юнайтед»; англ. Carlisle United Football Club, английское произношение: [kɑrˈlaɪl ju:ˈnaɪtɪd 'futbɔ:l klʌb]) — английский профессиональный футбольный клуб из города Карлайл, графство Камбрия, Северо-Западная Англия. Образован в 1904 году. Домашние матчи проводит на стадионе «Брантон Парк», вмещающем более 18 тысяч зрителей. Цвета клуба — сине-чёрно-белые.
Выступает в Национальной лиге, четвёртом по значимости дивизионе в системе футбольных лиг Англии.

## Достижения
- Трофей Футбольной лиги
  - Обладатель (2): 1997, 2011

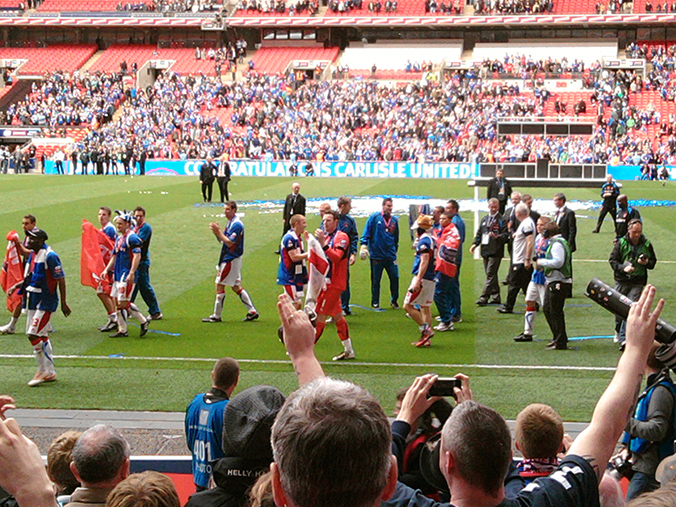
Победа в финале Трофея Футбольной лиги, 2011 год

  - Финалист (4): 1995, 2003, 2006, 2010